# Ein Heldenleben
Ein Heldenleben är en symfonisk dikt (op. 40) för stor orkester av Richard Strauss, tillägnat Willem Mengelberg och Concertgebouworkestern i Amsterdam. 
Strauss ville komponera ett musikstycke i samma heroiska stil som Beethovens Eroica symfoni dock utan begravningsmarsch men med många horn för att karaktärisera hjältemod. 1898 arbetade Strauss med att komponera både Ein Heldenleben och Don Quixote, och han såg de båda verken som varandras motsatser och komplement.
Verket uruppfördes 3 mars 1899 i Frankfurt med Strauss som dirigent.
I Ein Heldenleben använder sig Strauss av musikaliska ledmotiv för personer och känslor. Partituret innehåller bara överskrifter till de sex olika avsnitt som verket är indelat i. Fastän verket kan uppfattas som en skildring av ett heroiskt öde i allmänhet, är det helt klart att Strauss med "hjälten" har tänkt på sig själv. Bland annat framgår detta tydligt av det femte avsnittet där Strauss citerar en hel rad teman ur egna verk.
- 1. Hjälten (hjältens tema representerad av pampiga ackord i Ess-dur).
- 2. Hjältens motståndare (hjältetemat kontrasterar mot motståndarnas kromatiska tema i moll. Flera kritiker vände sig särskilt mot detta i sina recensioner av verket).
- 3. Hjältens livsledsagarinna (ett porträtt av tonsättarens hustru Pauline de Ahna. Hon skulle återkomma i många av Strauss kompositioner).
- 4. Hjälten på slagfältet (trumpet och slagverk manar fram bilden av hjälten på slagfältet).
- 5. Hjältens fredliga bragder (här citerar Strauss sig själv med diverse tema från tidigare verk, såsom operan Guntram, de symfoniska dikterna Don Quixote, Don Juan, Tod und Verklärung, Macbeth, Also sprach Zarathustra och Till Eulenspiegels lustige Streiche.
- 6. Hjältens avsked till livet.